# Romy Penz

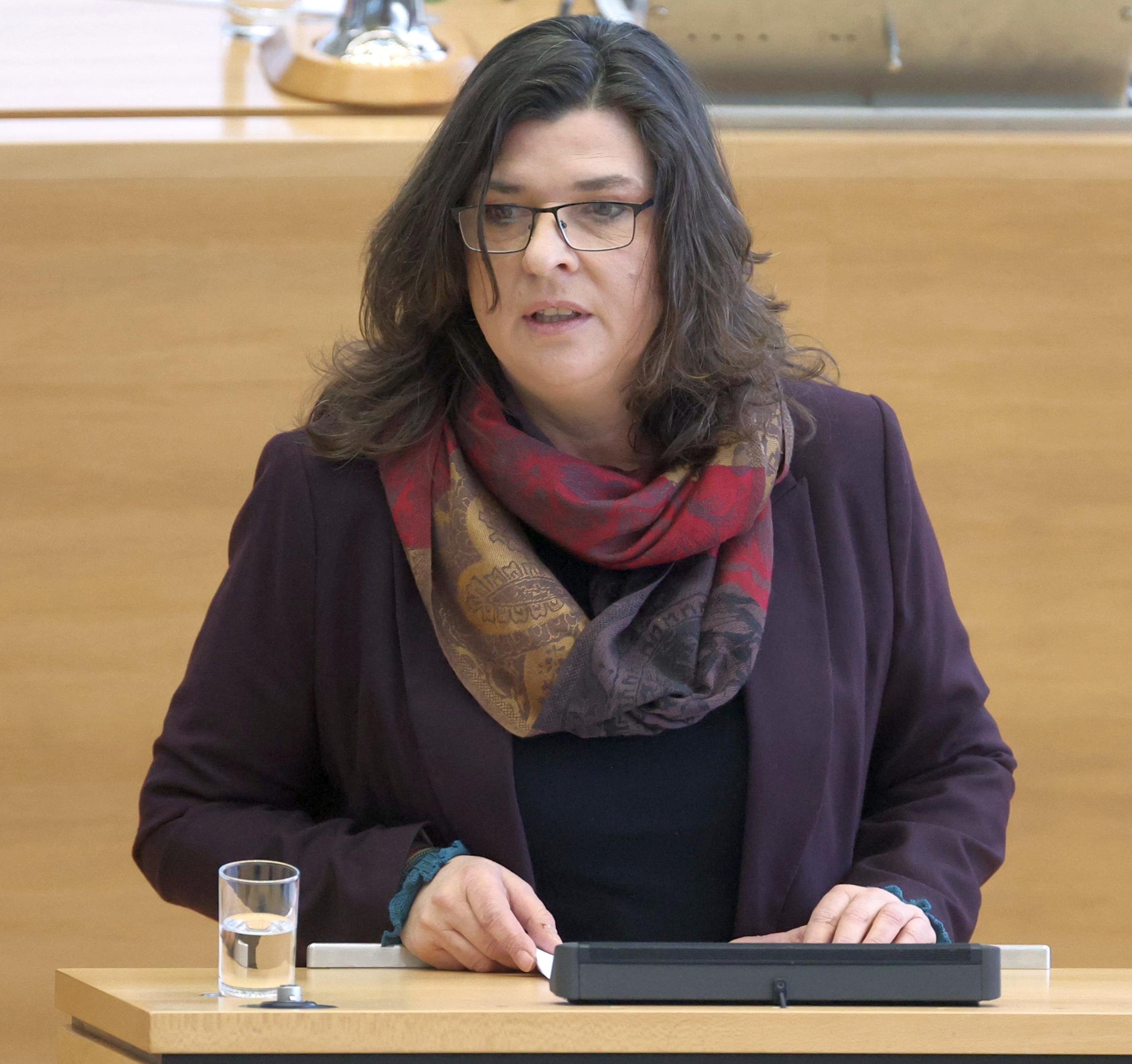
Romy Penz (2024)

Romy Penz (* 1970 in Frankenberg/Sa.) ist eine deutsche Politikerin (AfD). Sie ist seit 2019 Mitglied des Sächsischen Landtags.

## Leben
Penz ist als Handwerksmeisterin in Sachsen tätig. Sie ist Stadträtin für die AfD in Flöha. Bei der Landtagswahl in Sachsen 2019 zog sie über die Landesliste der AfD Sachsen in den Sächsischen Landtag ein. Bei der Landtagswahl 2024 gelang ihr über das Direktmandat im Wahlkreis Mittelsachsen 2 der Wiedereinzug in den Landtag.